# Felino cB7
Der Felino cB7 ist ein Sportwagen des kanadischen Automobilherstellers Felino Cars.

## Geschichte
Das von Antoine Bessette gestaltete Fahrzeug wurde erstmals 2011 angekündigt. Ein erster Prototyp wurde 2012 präsentiert, ein zweiter folgte 2013. Erstmals der Öffentlichkeit gezeigt wurden beide Fahrzeuge auf der Montreal International Auto Show 2014. Im Jahr 2015 wurde die Entwicklung beendet und der Sportwagen wurde auf Rennstrecken wie dem Circuit Gilles-Villeneuve abschließend abgestimmt. 2017 wurde das erste nicht straßenzugelassene Fahrzeug verkauft und ausgeliefert. 2018 wurde der zwischen 360.000 und 660.000 US-Dollar teure und auf zehn Exemplare limitierte cB7R präsentiert, der auch für die Straße zugelassen ist. Die Entwicklung des stärkeren cB7+ begann 2019.

## Technische Daten
|                                             | cB7R                          |                               |
| Bauzeitraum                                 | ab 2020                       | ab 2020                       |
| Motorkenndaten                              |                               |                               |
| Motortyp                                    | V8-Ottomotor                  | V8-Ottomotor                  |
| Hubraum                                     | 6200 cm³                      | 7000 cm³                      |
| max. Leistung bei min−1                     | 386 kW (525 PS) / 6200        | 515 kW (700 PS) / 6700        |
| max. Drehmoment bei min−1                   | 659 Nm / 5200                 | 786 Nm / 5600                 |
| Kraftübertragung                            |                               |                               |
| Antrieb, serienmäßig                        | Hinterradantrieb              | Hinterradantrieb              |
| Getriebe, serienmäßig                       | 6-Gang-Schaltgetriebe         | 6-Gang-Schaltgetriebe         |
| Getriebe, optional                          | sequenzielles 6-Gang-Getriebe | sequenzielles 6-Gang-Getriebe |
| Messwerte                                   |                               |                               |
| Höchstgeschwindigkeit                       | 325 km/h                      | 345 km/h                      |
| Beschleunigung, 0–100 km/h                  | 2,9 s                         | 2,9 s                         |
| Leergewicht                                 | 1135 kg                       | 1135 kg                       |
| Tankinhalt                                  | 56 l                          | 56 l                          |
| Kraftstoffverbrauch auf 100 km (kombiniert) |                               |                               |
| CO2-Emissionen (kombiniert)                 |                               |                               |